# Топливомер
Топливоме́р — прибор, измеряющий объёмное или весовое количество топлива или масла в баках. Применяются для измерения уровня топлива в наземном транспорте и летательных аппаратах, в отличие от уровнемеров, измеряющих уровень жидкостей или сыпучих материалов в различных резервуарах и хранилищах.
Как правило непосредственное измерение количества топлива крайне затруднено, поэтому применяются косвенные измерения, в которых, например, измеряют высоту или давление топлива в баке.

## Классификация топливомеров
По методу измерения:
- Поплавковый;
- Манометрический;
- Ёмкостный[1].

По области использования:
- Авиационные;
- Автомобильные.

## Особенности измерения уровня топлива
Несмотря на то, что топливомеры и уровнемеры используют одни и те же методы измерения, между ними существуют принципиальные различия, вызванные различными объектами измерения:
1. Топливные баки имеют ограниченные размеры, что накладывает ограничения на используемые датчики уровня;
2. Топливные баки могут иметь весьма сложную форму, что вынуждает использовать профилированные датчики уровня;
3. Под действием сил и ускорений происходит перераспределение топлива в баке, что приводит к появлению погрешности измерения;

## Поплавковыетопливомеры
Поплавковые топливомеры широко применяются в автомобильной технике. Сущность работы топливомера состоит в перемещении ползунка на переменном сопротивлении под действием рычага, на котором имеется поплавок — пластмассовая или металлическая полая конструкция, плавающая на поверхности уровня топлива. С изменением уровня топлива происходит перемещение ползунка и изменение сопротивления резистора, которое отображается стрелочным (шкальным) прибором (омметром) в кабине. В современных автомобилях датчик уровня топлива (переменное сопротивление) имеет нелинейную характеристику.
Поплавковые топливомеры имеют ряд принципиальных недостатков, в числе которых — большая погрешность при кренах и наклонах транспортного средства. Именно поэтому поплавковые топливомеры очень ограниченно применяются в авиации (поплавковые топливомеры установлены на вертолёте  Ми-8).

## Ёмкостные топливомеры
Принцип работы ёмкостного топливомера основан на существенной разнице диэлектрических свойств воздуха и топлива. В качестве датчика уровня топлива в таком топливомере применяется "ёмкостный датчик" - цилиндрический конденсатор, представляющий собой две трубы разного диаметра (обкладки конденсатора), вставленные одна в другую и имеющие зазор. Датчик вставлен в топливный бак вертикально и занимает пространство бака от самой нижней до самой верхней его поверхности. Путём непрерывного замера ёмкости такого конденсатора определяется текущее количество топлива в баке, для чего обычно применяют самоуравновешенный мост переменного тока с эталонным конденсатором. В связи со сложной формой топливных баков самолёта в трубах датчика в определённых местах могут иметься прямоугольные окна или вырезы разной площади. Так как баков на самолёте несколько, то в каждом баке имеется свой ёмкостный датчик. Кроме того, в самолёте, как правило, имеется основная система топливной автоматики (измерения, расхода и центровки) со своими датчиками и указателями, и дублирующий (резервный) топливомер (с минимумом автоматических функций), и также со своими датчиками и указателями. Указатели могут показывать как общее количество топлива во всех баках (т.н. "сумма"), так и количество топлива в каждом конкретном баке, что позволяет контролировать правильность заправки или выработки топлива и нормальную работу автоматики.
Ёмкостные топливомеры получили распространение на маломанёвренных летательных аппаратах. На высокоманёвренных чаще в качестве основного измерителя количества топлива применяется расходомер.